# Stenløse Syd
Stenløse Syd er en ny bydel i Ølstykke-Stenløse beliggende sydvest for Stenløse i Egedal Kommune. Bydelen består af parcelhuse og rækkehuse med fokus på miljømæssig bæredygtighed.